# سان ميغيليتو (نيكاراغوا)
سان ميغيليتو (بالإسبانية: San Miguelito) هي بلدية تقع في إدارة ريو سان خوان في نيكاراغوا.
أول مستوطنة في المنطقة، والتي كانت تقع إلى الشرق من الموقع الحالي، كانت تُعرف باسم "لاس ألدياِس" وقد تأسست بين عامي 1850 و1855.

## المدن الشقيقة
لدى سان ميغيليتو علاقة توأمة مع:
- فالتروب، ألمانيا